# Mesasigone mira
Mesasigone mira är en spindelart som beskrevs av Andrei V. Tanasevitch 1989. Mesasigone mira ingår i släktet Mesasigone och familjen täckvävarspindlar. Inga underarter finns listade i Catalogue of Life.